# Lucky Air
Lucky Air (кит. 祥鹏航空公司) — китайская авиакомпания со штаб-квартирой в городском округе Куньмин (провинция Юньнань, КНР), работающая в сфере внутренних пассажирских перевозок. Дочернее предприятие конгломерата HNA Group.
Портом приписки перевозчика и его главным транзитным узлом (хабом) является международный аэропорт Куньмин Чаншуй.

## История
Авиакомпания Shilin Airlines была основана в июле 2004 года. Месяц спустя магистральный перевозчик Hainan Airlines профинансировал 2,93 миллиона юаней в интересах новой компании и в целях приобретения трёх самолётов Fairchild Dornier 328JET. В дальнейшем аффилированная с магистралом Shanxi Airlines инвестировала на общую сумму 47,07 миллиона юаней, на данные средства были заказаны лайнеры производства корпорации Boeing, а также один самолёт de Havilland Canada Dash 8.
23 декабря 2005 года Shilin Airlines сменила официальное название на Lucky Air и 26 февраля следующего года начала операционную деятельность с обслуживания регулярного маршрута между городами Куньмин и Дали.
Lucky Air принадлежит авиакомпании Hainan Airlines, являясь частью конгломерата HNA Group.

## Флот
В июле 2021 года воздушный флот авиакомпании Lucky Air составляли следующие самолёты средним возрастом 6.3 лет: